# Parc national des sables d'Oleshky
Le parc national des sables d'Oleshky (en ukrainien : Національний природний парк «Олешківські піски») est une aire protégée en Ukraine du sud du Dniepr de l'oblast de Kherson, à environ 25 km à l’est de la ville de Kherson, et à 70 km au nord-ouest de la péninsule de Crimée. Le parc, créé le 23 février 2010, présente des étendues de sol et de sable peu fertiles, ainsi qu’une variété de microhabitats inhabituels. La région n’est pas un véritable désert, mais plutôt semi-aride.

## Description
Il est réparti en deux parties : 
- Radensk : la plus grande zone (6 780 ha), remarquable par l’absence de peuplements de pinèdes et par de grandes dunes de sable au centre[2].
- Burkout : zone de forêt de pins, de prairies et de lacs entourée de steppe sablonneuse (1 240 ha)[3]

Le paysage est très varié, avec des steppes sablonneuses, des steppes semi-arides, des prairies, des roselières et des peuplements forestiers. Les dunes du secteur de Radensk sont entrecoupées de parcelles d’arbustes, de lacs et de bosquets de bouleaux (12 % de la superficie). 

## Quelques images

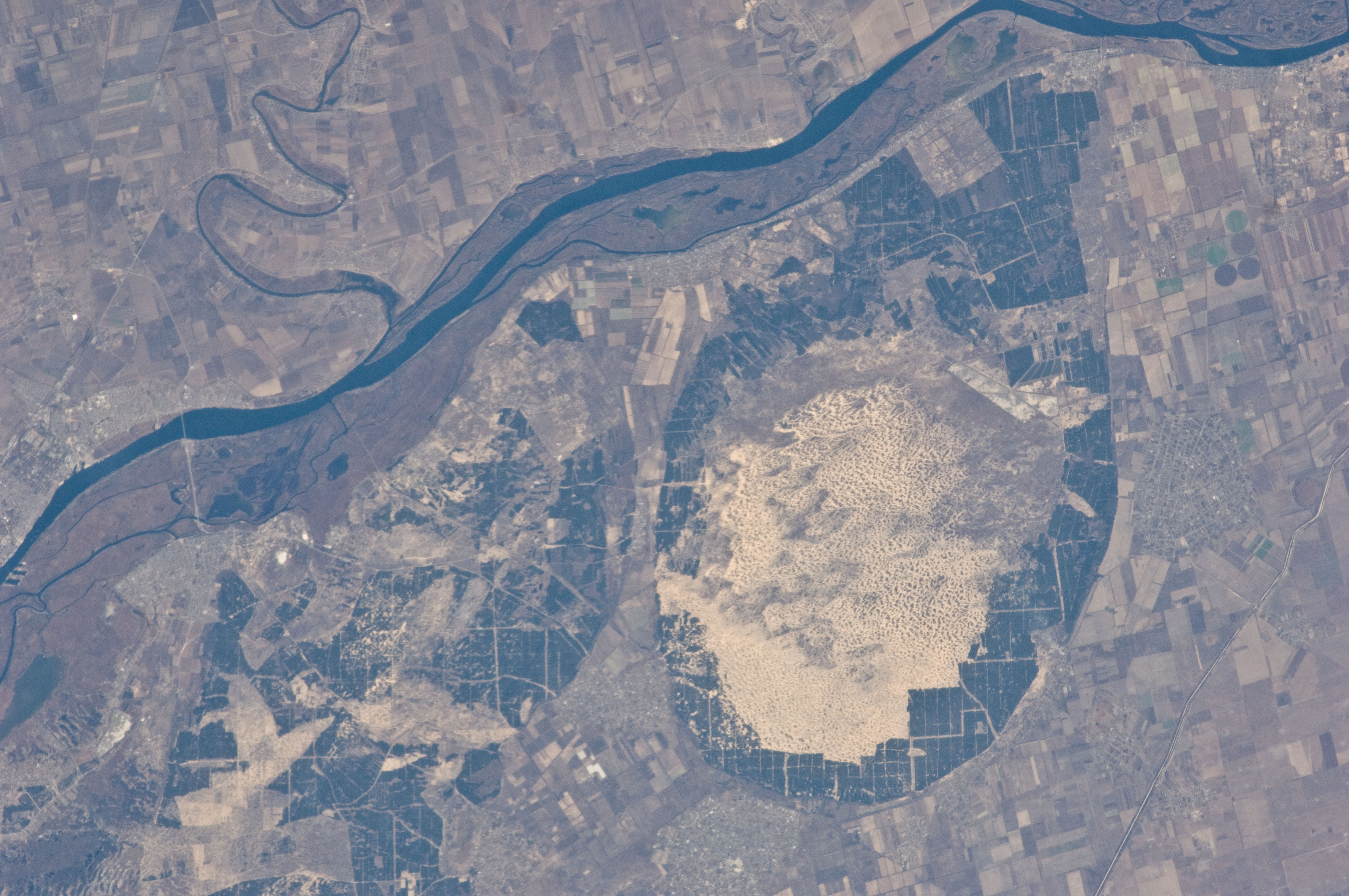
Depuis l'espace, ISS en 2011.
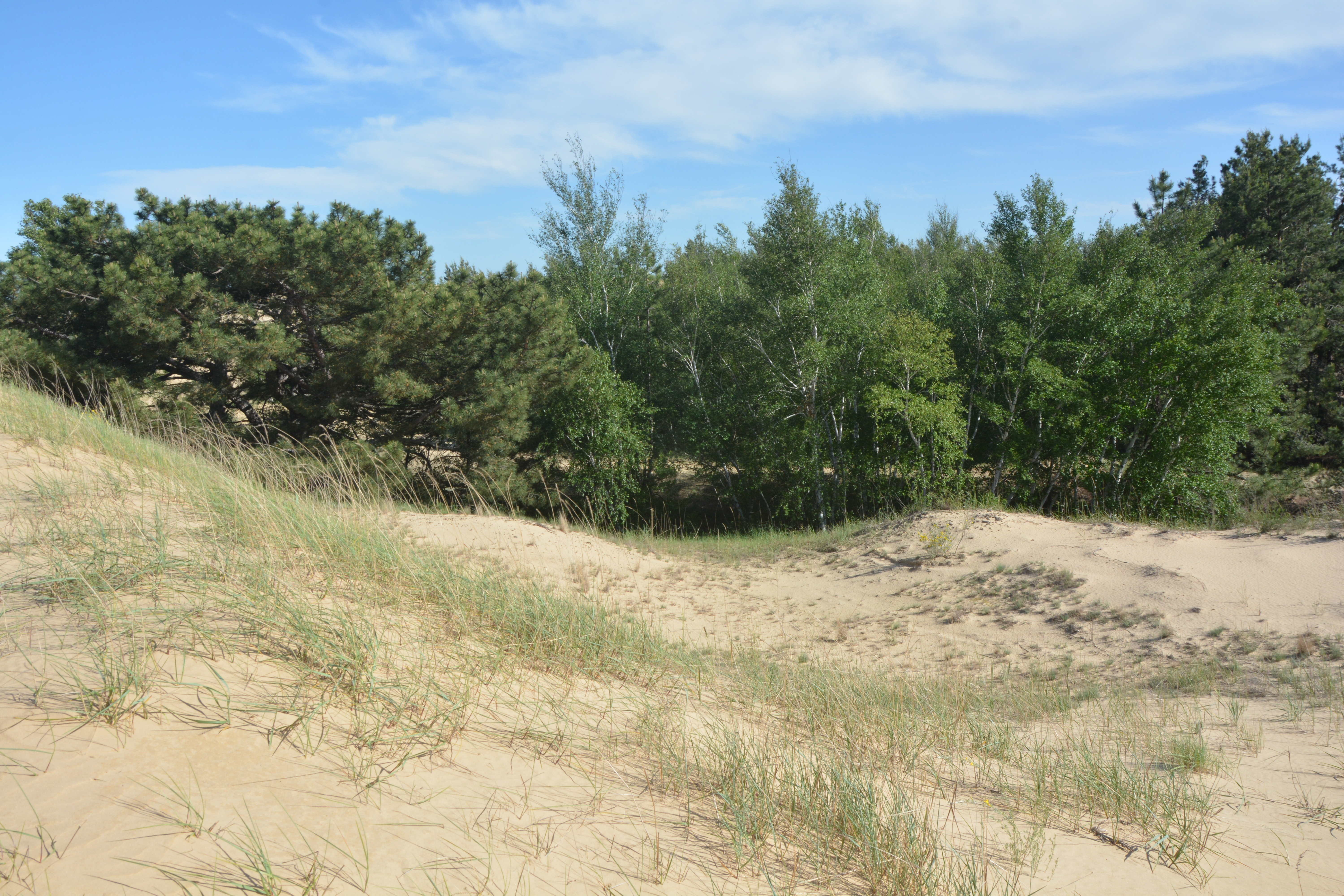
Pins
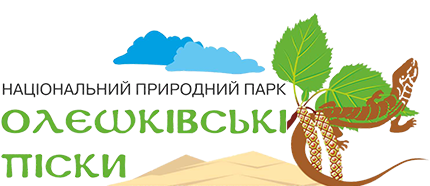
Logo du parc